# Adriaan van Dis
Adriaan van Dis, né en 1946 à Bergen (Pays-Bas), est un écrivain.

## Biographie
Né en 1946 à Bergen, au nord d’Amsterdam, Adriaan van Dis a grandi dans une famille rapatriée d’Indonésie. Son père, sous-officier de l’armée coloniale, invalide de guerre vivant dans ses souvenirs, a durablement marqué sa sensibilité.
Après des études de néerlandais à Amsterdam et (ce qui est plus rare) d’afrikaans dans la région du Cap en Afrique du Sud, Adriaan van Dis a opté pour l’écriture après un détour par le militantisme anti-apartheid et le journalisme littéraire.
Grand connaisseur de l’Afrique, sincèrement engagé en faveur du Sud, il se fait d’abord connaître comme auteur de voyage (Sur la route de la soie ; La Terre promise ; En Afrique). Son œuvre se développe ensuite en une majestueuse série d’autofictions où il dénoue les fils d’une identité multiculturelle, à travers une écriture raffinée : Les dunes coloniales, qui a reçu deux prix littéraires importants, Dubbelliefde (Amour double), Familieziek (Fichue famille) et De wandelaar (Le promeneur).

## Traductions françaises
- Sur la route de la soie, traduit par Marie Hooghe, éd. Actes Sud, 1990.
- La Terre promise, traduit par Georges-Marie Lory, éd. Actes Sud, 1993.
- En Afrique, traduit par Nadine Sabile, éd. Actes Sud, 1993.
- Les Dunes coloniales, traduit par Marie-Claire Cécilia, éd. Actes Sud, 1999.
- Années tropicales, traduit par Mike Sens, International Theatre & Film Books, 2000.
- Vin de palme, traduit par Anne-Marie de Both-Diez, éd. Gallimard, 2000.
- Fichue famille, traduit par Daniel Cunin, éd. Gallimard, 2003.
- Le Promeneur, traduit par Daniel Cunin, éd. Gallimard, 2008
- Tête à crack, traduit par Daniel Cunin, éd. Actes Sud, 2014.
- Quand je n'aurai plus d'ombre, traduit par Daniel Cunin;, éd. Actes Sud, 2021, 320 p.